# Torbogen von Tscharenz

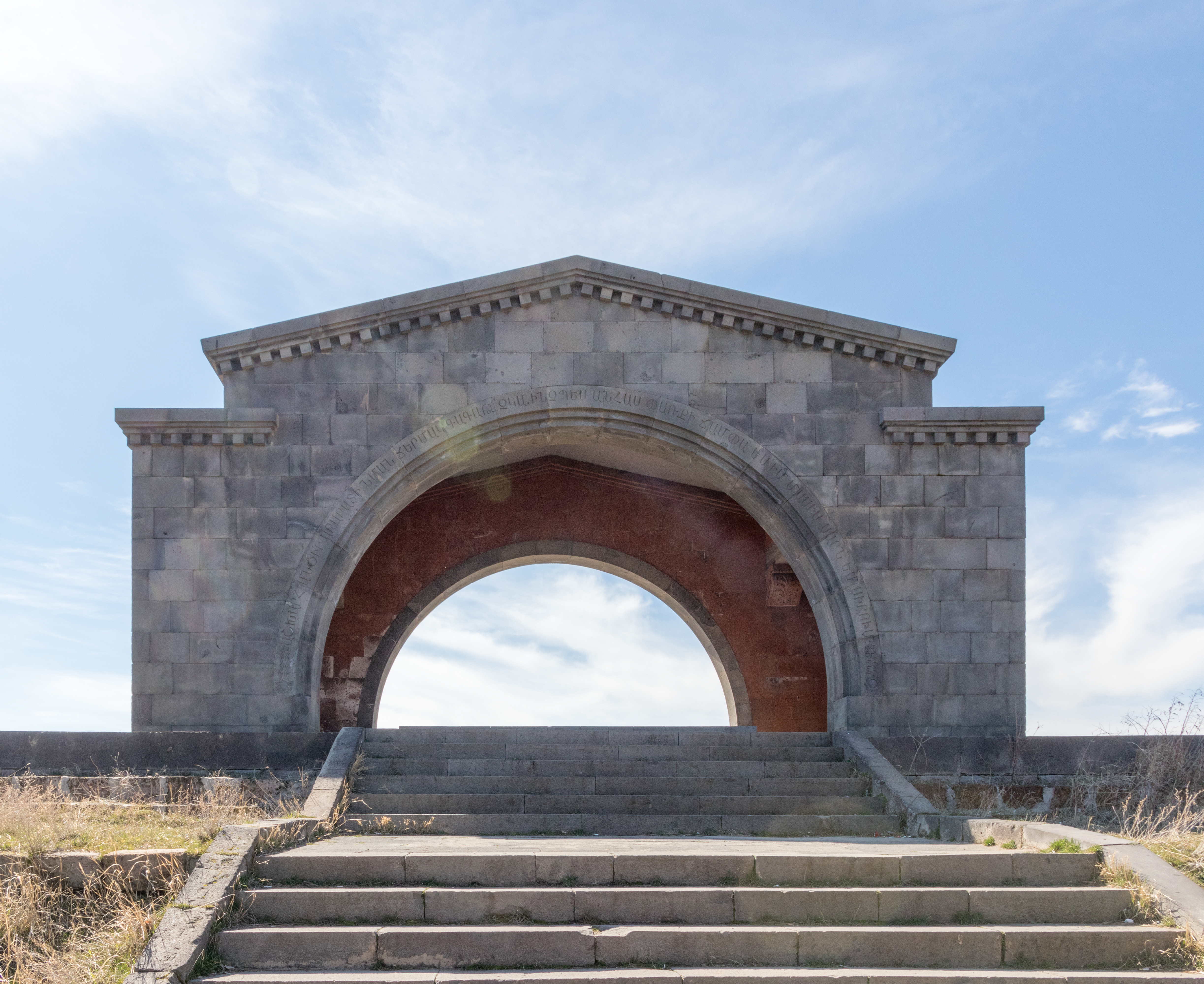
Der Torbogen von Tscharenz

Der Torbogen von Tscharenz ist ein Denkmal zu Ehren des armenischen Dichters Jeghische Tscharenz. Es liegt auf einer Höhe von 1500 Metern am Rande der Ebene des Ararat. Tscharenz kam am 27. November 1937 im Zuge des Großen Terrors ums Leben. 1954, ein Jahr nach Stalins Tod, wurde er rehabilitiert. Auf einem kleinen Hügel an der Straße zum Tempel von Garni wurde nach Plänen des Architekten Rafajel Israjeljan im Jahr 1957 ein Denkmal errichtet, das seither als Bogen von Tscharenz bezeichnet wird. Es bietet einen Panoramablick auf den Ararat, das Nationalsymbol der Armenier. Das Denkmal selbst ist ein schlichter Bau aus gemauerten Steinen. Über dem Bogen ist ein Vers aus dem 1920 von Jeghische Tscharenz verfassten Gedicht Mein Armenien in das Denkmal eingeschrieben. Er lautet: „Durchstreif die Welt – es gibt keinen weißen Gipfel dem des Ararat gleich. Den Gipfel des Ararat liebe ich – wie auf dem Weg zu unerreichbarem Ruhm.“ Es ist überliefert, dass der Hügel zu den Lieblingsplätzen des Dichters gehörte.